# Giuseppe Bigi
Giuseppe Bigi, detto Pepe (1910), è stato un rugbista a 15 argentino con cittadinanza italiana, mediano di mischia di S.S. Lazio, A.S. Roma e Rugby Roma ed Azzurro nº 19 internazionale per l'Italia.

## Biografia
Giuseppe nasce in Argentina da genitori di origini italiane; vi rimane fino all'età di 16 anni, giocando nella terza squadra del CASI nella terza divisione argentina. Successivamente si trasferisce a Roma dove frequenta l'Università e continua a praticare il rugby.
È uno dei giocatori facenti parte del gruppo ex S.S. Lazio che, il 21 ottobre 1930 in via di Villa Torlonia 10, a casa dell'ambasciatore Adolfo Vinci, padre dei fratelli Vinci, fondò la Rugby Roma.
Insieme al padre Tullio, procurò la prima maglia dal Club Atlético de San Isidro di Buenos Aires, club di provenienza, a strisce bianche e nere orizzontali, alle quali si ispirò la neonata squadra romana; colori che ben presto diventarono i colori sociali del club.
In Italia gioca a livello di club con S.S. Lazio, A.S. Roma e Rugby Roma, cedendo nelle finali scudetto 1928-29 e 1930-31 rispettivamente contro Ambrosiana e Amatori Milano ed arrivando in seconda posizione nel girone finale nelle stagioni 1929-30 e 1931-32.
Il 29 maggio 1930, a Milano, esordisce a livello internazionale disputando, contro la Spagna, quella che sarà la rivincita della prima partita internazionale dell'Italia del 1929 a Barcellona; il match viene vinto col punteggio di 3-0, grazie ad una meta di Vinci II.
Il 12 febbraio 1933, a Milano, disputa il secondo ed ultimo test match con la maglia della Nazionale italiana contro la Cecoslovacchia.